# RMS Umbria
RMS Umbria e la sua nave gemella RMS Etruria furono le ultime due Cunarders equipaggiate con vele ausiliarie. La RMS Umbria fu costruita da John Elder & Co a Glasgow, Scozia nel 1884. La Umbria e la gemella Etruria infransero numerosi record. Furono le più grandi navi di linea in servizio sulla rotta da Liverpool a New York. La Umbria fu inaugurata il 25 giugno 1884 con grande copertura degli organi di stampa, perché veniva considerata la più grande nave in servizio, ad esclusione della Great Eastern. 
La nave appare nell'episodio n°7 (bassa marea) della 3ª stagione di "PennyDreadful".

## Costruzione
La nave Umbria aveva molte caratteristiche distintive:
- due enormi fumaioli
- tre alberi in acciaio di grandi dimensioni
- un sistema di refrigerazione macchine

La nave incarnava il lusso secondo lo stile vittoriano. Gli spazi comuni nella prima classe erano pieni di mobili in legno riccamente intagliati, le camere avevano tende in velluto pesante ed erano decorate a bric-à-brac come dettato dalla moda del periodo. La nave era anche dotata di sala per la musica, sala fumatori, sala per le signore, sale da pranzo separate per i passeggeri di prima e seconda classe. Entro i primi di ottobre del 1884, la nave "Umbria" aveva completato le sue prove in mare e il 1º novembre 1884 partì per il suo viaggio inaugurale verso New York. Era comandata dal capitano Theodore Cook.

## Il Nastro Azzurro
Il 29 maggio 1887 la RMS Umbria ottenne il prestigioso "Nastro Azzurro", superando il record stabilito dalla nave gemella un anno prima. Partì dal porto irlandese di Queenstown (Cobh) e in 6 giorni 4 ore e 12 minuti arrivò a Sandy Hook, mantenendo una velocità media di 19,22 nodi (35,60 km/h) su una distanza di 2.848 miglia nautiche (5.274 km). La nave gemella Etruria riconquistò il nastro azzurro l'anno successivo.
| I primati della RMS Umbria e della RMS Etruria | I primati della RMS Umbria e della RMS Etruria | I primati della RMS Umbria e della RMS Etruria | I primati della RMS Umbria e della RMS Etruria | I primati della RMS Umbria e della RMS Etruria | I primati della RMS Umbria e della RMS Etruria | I primati della RMS Umbria e della RMS Etruria | I primati della RMS Umbria e della RMS Etruria |
| Il Nastro Azzurro del Nord Atlantico           | Il Nastro Azzurro del Nord Atlantico           | Il Nastro Azzurro del Nord Atlantico           | Il Nastro Azzurro del Nord Atlantico           | Il Nastro Azzurro del Nord Atlantico           | Il Nastro Azzurro del Nord Atlantico           | Il Nastro Azzurro del Nord Atlantico           | Il Nastro Azzurro del Nord Atlantico           |
| Verso Ovest                                    | Verso Ovest                                    | Verso Ovest                                    | Verso Ovest                                    | Verso Ovest                                    | Verso Ovest                                    | Verso Ovest                                    | Verso Ovest                                    |
| Nave                                           | Data                                           | Linea                                          | Da                                             | A                                              | Miglia Nautiche                                | Giorni/ore/minuti                              | Nodi                                           |
| ---------------------------------------------- | ---------------------------------------------- | ---------------------------------------------- | ---------------------------------------------- | ---------------------------------------------- | ---------------------------------------------- | ---------------------------------------------- | ---------------------------------------------- |
| RMS Etruria                                    | 1885 (16/8- 22/8)                              | Cunard                                         | Queenstown                                     | Sandy Hook                                     | 2801                                           | 6/5/31                                         | 18.73                                          |
| RMS Umbria                                     | 1887 (29/5-4/6)                                | Cunard                                         | Queenstown                                     | Sandy Hook                                     | 2848                                           | 6/4/12                                         | 19.22                                          |
| RMS Etruria                                    | 1888 (27/5-2/6)                                | Cunard                                         | Queenstown                                     | Sandy Hook                                     | 2854                                           | 6/1/55                                         | 19.56                                          |